# Ingrid Haringa
Ingrid Roelinda Haringa (nascida em 11 de julho de 1964) é uma policial, ex-patinadora de velocidade e ciclista holandesa.

## Biografia

### Patinação
Ingrid Haringa começou sua carreira como patinadora de velocidade. Durante o final dos anos 80, ela pertencia aos melhores velocistas dos Países Baixos. No Campeonato dos Países Baixos, ela conquistou quatro medalhas de ouro: em 1987 e 1988 nos 500 metros; em 1988 e 1989 nos 1000 metros. Participou, em nome da equipe holandesa, nos Jogos Olímpicos de Inverno de 1988 em Calgary, Canadá. Ela terminou na 15.ª posição nos 500 metros, e 21.ª nos 1000 metros. No Campeonato Mundial de Sprint, ela terminou na quarta posição. Após este torneio, Haringa mudou seu foco para o ciclismo.

### Recordes pessoais
Recordes pessoais de Haringa são:
- 500 m – 40.61 (1988)
- 1000 m – 1:21.41 (1989)
- 1500 m – 2:10.56 (1987)
- 3000 m – 4:43.62 (1990)
- 5000 m – 8:21.8 (1983)

### Ciclismo
Em 1991, ela debutou o Campeonato Mundial de Ciclismo em Pista, em Estugarda, Alemanha, organizado pela União Ciclística Internacional (UCI). Lá, ela começou na perseguição por equipes, sprint e a corrida por pontos. Nos últimos dois componentes diretamente em sua estreia, ela tornou-se campeã mundial. Após este torneio, ela defendeu seu título mundial na corrida por pontos por três anos seguidos. Nos Jogos Olímpicos de Verão de 1992 em Barcelona, conquistou uma medalha de bronze na prova de velocidade. Seu performance nos Jogos Olímpicos de Verão de 1996 em Atlanta foi ainda melhor, bem como prata na corrida por pontos, apesar de ser uma velocista; no entanto, ela não terminou a corrida.
Por causa de suas performances no velódromo, ela foi eleita Atleta Holandesa do Ano, em 1991 e 1996.

### Carreira pós-ativa
Em 1998, Haringa voltou para a pista de patinação artística no gelo, mas agora como treinadora de Gianni Romme e Bob de Jong.